# Pudding Lane

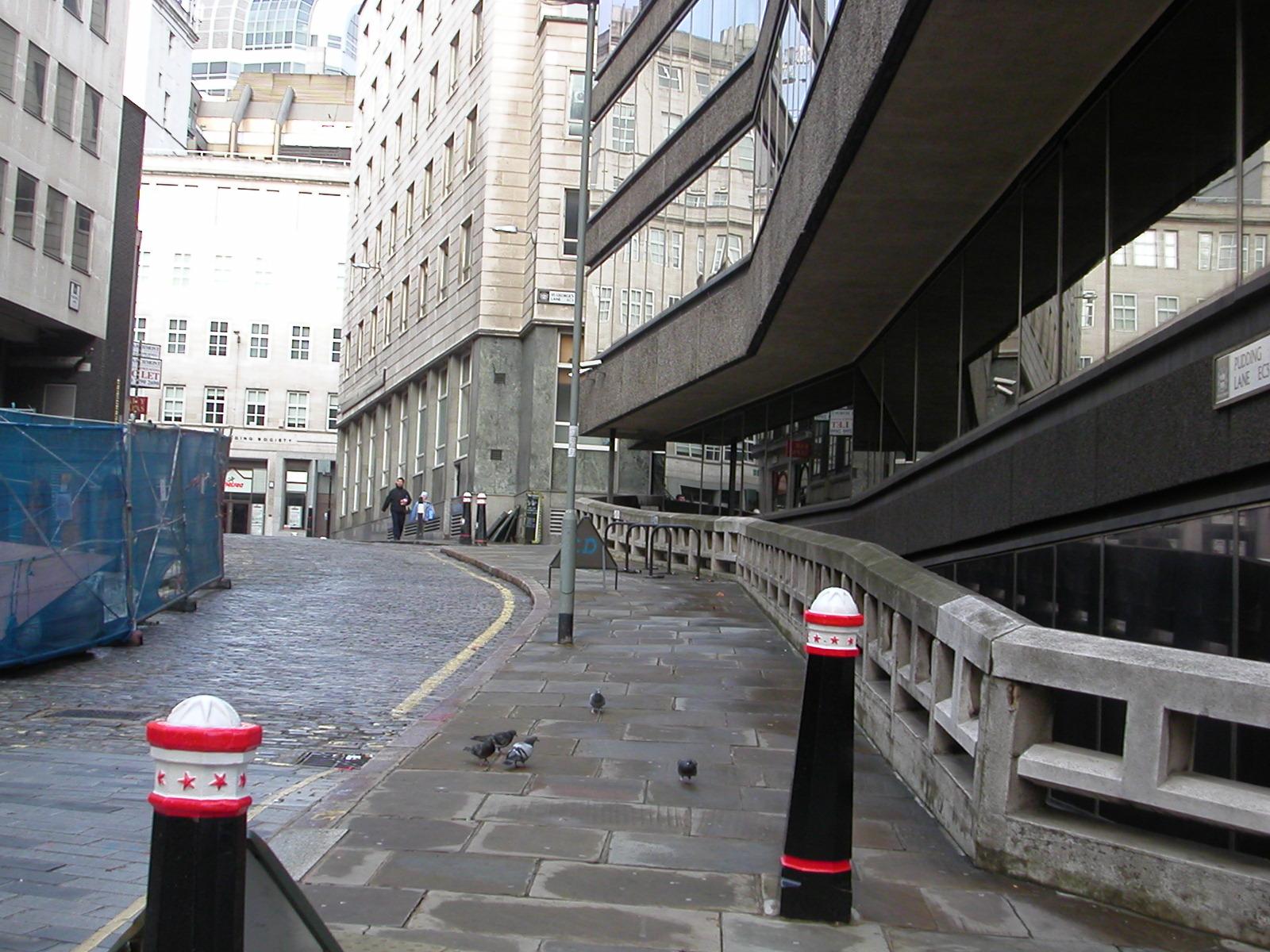
Pudding Lane mirando hacia el norte desde el cruce con la calle Monumento.

Pudding Lane es una calle de la City de Londres, donde se originó el Gran incendio de Londres del domingo 2 de septiembre hasta el martes 4 de septiembre de 1666. La calle está ubicada a la salida de Eastcheap, cerca del Puente de Londres y el Monumento al Gran Incendio de Londres. 
Según el cronista John Stow, esta calle es llamada así por los "puddings" (una palabra que en la época medieval designaba los despojos: vísceras y órganos) que caían de los carros que bajaban por la calle de los carniceros que era Eastcheap, mientras se dirigían a las barcazas de recogida de residuos en el río Támesis. Una placa en la pared de un edificio llamado Faryners House, en Pudding Lane, registra el sitio del inicio del incendio. Esta placa fue presentada por el Gremio de Panaderos de Londres en 1986.
El incendio fue producido por el panadero Thomas Farynor, que en un pequeño descuido dejó la chimenea encendida durante la noche, y prendió en los rastrojos que acumulaba para alimentar el fuego; al poco tiempo se encontraron él y su familia entre las llamas. Todos ellos pudieron sobrevivir, a excepción de la criada, que no llegó a salir del edificio. Resultó que aquella noche hacía un fuerte viento que reforzó la fuerza y la rapidez del fuego, el otro factor fue que las casas eran de madera. Todo el desastre producido fue redactado y después publicado por Samuel Pepys.

## En la cultura popular
Sara Addington fue la autora de algunos libros infantiles que mencionan la calle:
- The Boy Who Lived in Pudding Lane: Being a True Account, If Only You Believe It, of the Life and Ways of Santa, Oldest Son of Mr. & Mrs. Claus. Boston: Atlantic Monthly Press, 1922.
- Pied Piper of Pudding Lane. Illustrated by Gertrude Alice Kay. Boston: Atlantic Monthly Press, 1923. OCLC 17400199
- Round the Year in Pudding Lane. Illustrated by Gertrude Alice Kay.  Boston: Little, Brown, and Company, 1924. OCLC 6579353
- Pudding Lane People. Illustrated by Janet Laura Scott. Boston: Little, Brown, and Company, 1926. OCLC 11418973

Pudding Lane y la panadería de Farriner fueron mencionadas en el programa musical Bumblescratch.
En el episodio "The Visitation", de la serie de TV Doctor Who, alienígenas visitan el Londres del siglo 17 y causan una explosión en Pudding Lane, revelándose que fue la verdadera causa del Gran incendio.
En la primera aventura de El corsario de hierro ("La mano azul"), el protagonista y sus amigos consiguen evadir la pena de muerte a que habían estado condenados en Londres coincidiendo con el inicio del incendio de la ciudad.